# Сцены из супружеской жизни
«Сцены из супружеской жизни» (швед. Scener ur ett äktenskap) — художественный фильм режиссёра Ингмара Бергмана, снятый им в 1973 году по собственному сценарию.
Фильм Бергмана — история любви в шести эпизодах. Фильм снимался всего четыре месяца, однако представляет собой одну из центральных картин режиссёра. Бергман был настолько увлечён персонажами (роли которых доверил исполнять самым любимым своим актёрам), что на закате творчества снял продолжение — фильм «Сарабанда», где рассказал о зрелых годах жизни Марианны и Юхана.
Картина Бергмана — очень камерная. Лишь в экспозиции фильма появляются герои Биби Андерссон, Яна Мальмшё и Аниты Валль; всё остальное время в кадре только двое — Марианна и Юхан в исполнении Лив Ульман и Эрланда Юзефсона, которые лишь дважды по несколько минут сняты на улице. В фильме нет музыки.

## Сюжет
Фильм состоит из шести сцен; каждая из них представляет собой эпизод двадцатилетней совместной жизни Марианны (Лив Ульман) и Юхана (Эрланд Юзефсон). Он — профессор, она — адвокат, специализирующийся на бракоразводных процессах. У них есть не только прочный достаток, но и крепко забытое студенческое прошлое.
Однажды супруги провели свободный вечер в обществе семейной пары своих приятелей. Те, находясь на грани развода, ссорятся и как бы показывают героям ближайшую перспективу их собственной жизни.
Усталость, неуверенность в своих чувствах и, наконец, измена Юхана с другой женщиной приводят вроде бы совершенно благополучную семью к разводу.
Однако герои не могут жить друг без друга: расставание неожиданно оказывается хорошим поводом проявить друг к другу понимание, сострадание, искренность. Чувства бывших супругов вспыхивают с новой силой.
В последней сцене фильма, воспользовавшись отсутствием нынешних супругов, герои сбегают в чужой пригородный домик, чтобы утолить желание.

## В ролях
- Лив Ульман — Марианна
- Эрланд Юзефсон — Юхан
- Биби Андерссон — Катарина
- Гуннель Линдблум — Ева
- Ян Мальмшё — Петер
- Анита Валль — фру Пальм
- Барбро Юрт аф Урнес — фру Якоби

## Награды и номинации

### Награды
- 1975 — Премия «Давид ди Донателло»
  - Лучшая зарубежная актриса — Лив Ульман
- 1975 — Премия «Золотой глобус»
  - Лучший зарубежный фильм
- 1975 — Премия Национального общества кинокритиков США
  - Лучший фильм
  - Лучшая актриса — Лив Ульман
  - Лучший сценарий — Ингмар Бергман
  - Лучшая актриса второго плана — Биби Андерсон

### Номинации
- 1976 — Премия BAFTA
  - Лучшая актриса — Лив Ульман
- 1975 — Премия «Золотой глобус»
  - Лучшая актриса драмы — Лив Ульман

## Ремейк
В 2021 году на экраны вышел мини-сериал «Сцены из супружеской жизни», ремейк фильма Бергмана. В нём действие происходит в США в начале XXI века.